# Zotye
Zotye est un constructeur automobile chinois, appartenant au groupe Zotye International (ex Zhong Tai) qui a été créé le 14 janvier 2005.

## Débuts
L'entreprise a fabriqué, dans un premier temps des Daihatsu Terios soit sous licence soit après en avoir acheté la ligne de fabrication et les droits - peu d'explications concordantes à ce sujet - le constructeur a signé le 2 février 2007 un accord de coopération avec le géant italien Fiat Group Auto S.p.A. pour la fabrication locale de deux modèles immédiatement et d'autres à venir.
La production de l'année 2007 s'est élevée à 31 577 véhicules.
Lors du Salon de l'Automobile de Pékin 2008, Zotye a présenté ses nouveautés :
- la Zotye Lybra, version chinoise de l'ancienne Lancia Lybra dont la production est arrêtée depuis fin 2005 en Italie. Cette version ne serait disponible en Chine qu'avec un moteur 1,6 litre.
- le Zotye Multiplan - JNJ7160HS, version chinoise du Fiat Multipla toujours présent au catalogue du constructeur Italien Fiat, mais n'est disponible qu'avec un moteur essence 1,6 litre.

Les ambitions de ce jeune constructeur sont plutôt agressives ; il envisage de produire 100 000 véhicules en 2008 et s'est fixé comme objectif d'arriver à 500 000 en 2012.
En 2009, il envisagerait de lancer la production de 3 autres modèles du groupe Fiat Auto.

## Les modèles

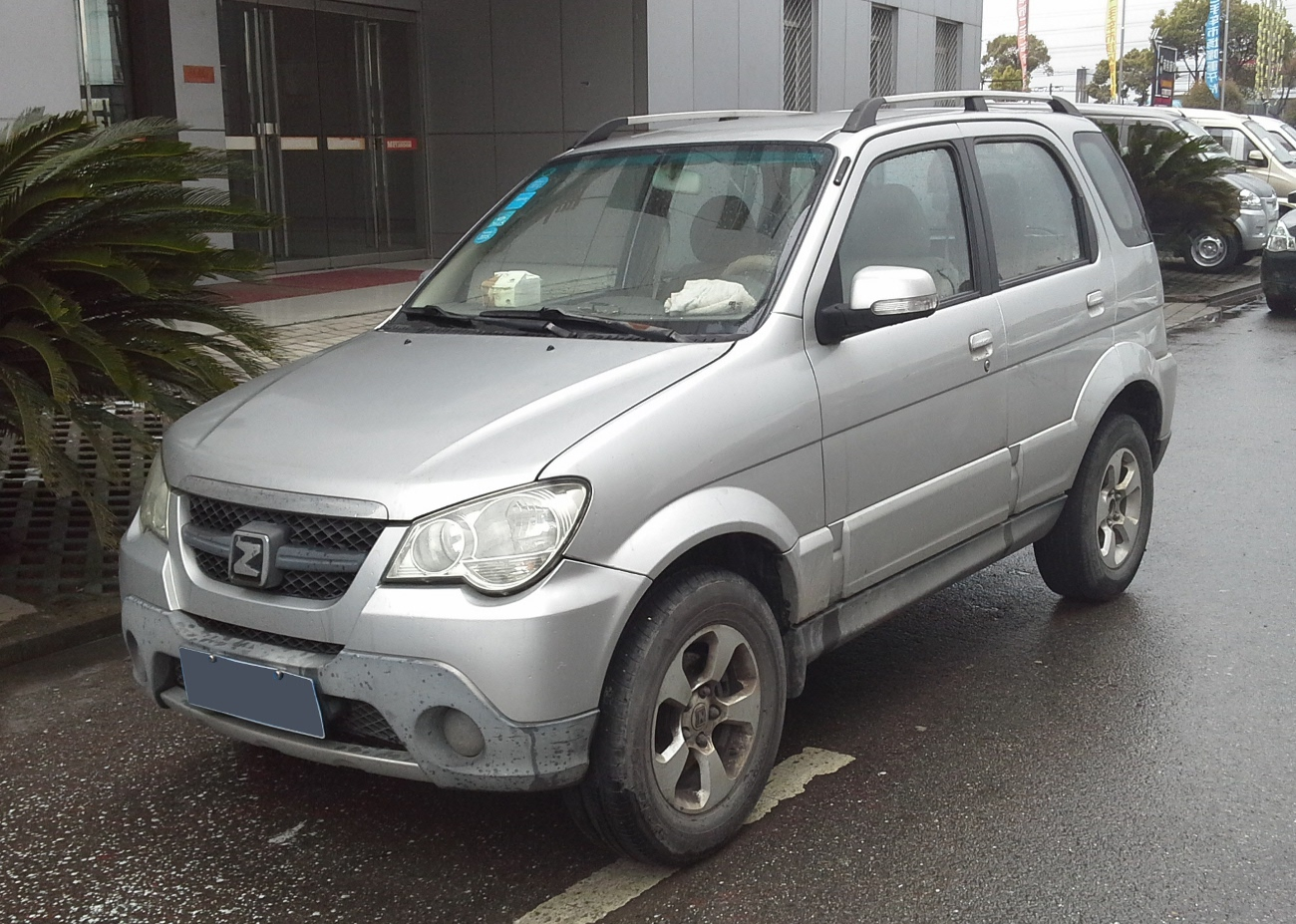
Zotye 5008.

- Zotye 2008 : premier véhicule assemblé par Zotye. D'abord appelé "2008" en raison de son lancement à l'occasion des Jeux olympiques de Pékin, il a été renommé "5008" en 2008 et a bénéficié d'un léger restylage extérieur. Il garde ses moteurs Mitsubishi 1,3 et 1,5 litre. Sur certains marchés à l'export, il est aussi nommé "Xplosion". Il est actuellement commercialisé en Chine sous le nom de Nomad et en Inde sous le nom de Premier Rio.

- Zotye Multiplan : identique au Fiat Multipla 2e série rebaptisé « Multipan », ce modèle a été produit à partir d'éléments en CKD en provenance de Fiat Italie depuis fin 2008 jusqu'en 2010 dans son usine de Changshan. À partir d'octobre 2010, Zotye a commencé à produire intégralement le modèle en utilisant des éléments fabriqués localement afin de réduire les coûts, et parce que la production a été stoppée en Italie. La nouvelle version est appelée « Langyue » en Chine ou M300[2],[3]

Le prix de vente est ainsi passé d'environ 150 000 yuans à moins de 90 000, selon la finition choisie.
Ce sont 25 036 exemplaires qui ont été produits par Zotye entre 2010 et 2013, dont une version électrique M300EV en 220 exemplaires en 2013. La production prendra fin en 2013. Le nombre d'exemplaires assemblés en CKD n'est pas connu mais il devrait être proche de 25.000 exemplaires.
- Zhima
- E200
- SR9
- T300
- T700
- Z100 : Copie de la Suzuki Alto de 7e génération (version européenne)

- Z200 : nouvelle version de la Fiat Palio construite dans l'usine Zotye de Changshan depuis septembre 2009. Depuis le 1er mars 2011, Zotye a restylé la Palio et l'a rebaptisée "Z 200".

- Z300 : Zotye a longtemps fait l'objet de rumeurs, plus ou moins sérieuses selon lesquelles il n'aurait pas la capacité de créer seul un nouveau modèle. La dernière rumeur serait un partenariat avec Mitsubishi pour récupérer la technologie des batteries des véhicules électriques.

Au salon de l'Auto de Shanghai 2011, Zotye a dévoilé un concept-car le "Z300". Ce modèle serait basé sur la plateforme de la Fiat Palio équipée d'un moteur 1,5 litre Mitsubishi de 117 ch. Il serait plus vraisemblable que la plateforme de base utilisée soit celle de la Lancia Lybra, au vu de l'empattement de 2,70m environ.
- Z700 :

- Domy X7

- JN ALTO : Copie de la Suzuki Alto de seconde génération. JN pour JiangNan (marque chinoise rachetée en 2007 par ZOTYE) et qui survit jusqu'à la fin 2013 avec ce seul et unique modèle aussi vendue sous le nom de Zotye TT

- V 10 :

- Fiat Palio : lorsque l'entreprise commune Fiat-Nanjing fut dissoute au 31/12/2007, la production de la Fiat Palio aurait dû continuer sous la marque Soyat mais il n'en a rien été. C'est Zotye qui a récupéré l'outillage pour produire la Palio. Selon l'accord signé, la Fiat Palio sera construite dans l'usine Zotye de Changshan à partir de septembre 2009. Depuis le 1er mars 2011, Zotye a restylé la Palio et l'a rebaptisée "Z 200".

- Fiat Siena/Perla : en reprenant l'outil de production de la Palio, Zotye a aussi récupéré celui de la Siena, version berline de la Palio.

Depuis 2010, Zotye est devenu un des spécialistes chinois de la voiture électrique et a créé une version spéciale taxi de la Fiat qu'il a baptisée "Lang Lang".
- Lancia Lybra : ce modèle n'a encore pas vu le jour chez Zotye bien que ce fut le premier achat de licence au groupe Fiat.